# St. Croix Falls
St. Croix Falls és una població dels Estats Units a l'estat de Wisconsin. Segons el cens del 2000 tenia 2.033 habitants.

## Demografia
Segons el cens del 2000, St. Croix Falls tenia 2.033 habitants, 872 habitatges, i 504 famílies. La densitat de població era de 234,3 habitants per km².
Dels 872 habitatges en un 30% hi vivien nens de menys de 18 anys, en un 47,2% hi vivien parelles casades, en un 8,1% dones solteres, i en un 42,1% no eren unitats familiars. En el 36,8% dels habitatges hi vivien persones soles el 19% de les quals corresponia a persones de 65 anys o més que vivien soles. El nombre mitjà de persones vivint en cada habitatge era de 2,22 i el nombre mitjà de persones que vivien en cada família era de 2,96.
Per edats la població es repartia de la següent manera: un 24% tenia menys de 18 anys, un 6,9% entre 18 i 24, un 26,1% entre 25 i 44, un 22,2% de 45 a 60 i un 20,8% 65 anys o més.
L'edat mediana era de 41 anys. Per cada 100 dones de 18 o més anys hi havia 84,1 homes.
La renda mediana per habitatge era de 39.350 $ i la renda mediana per família de 54.063 $. Els homes tenien una renda mediana de 40.185 $ mentre que les dones 25.341 $. La renda per capita de la població era de 21.384 $. Aproximadament el 2,9% de les famílies i el 5,8% de la població estaven per davall del llindar de pobresa.